# Episodi di Squadra Speciale Colonia (sedicesima stagione)
La sedicesima stagione della serie televisiva Squadra speciale Colonia è stata trasmessa in prima visione assoluta sul canale tedesco ZDF tra il 12 settembre 2017 e il 20 marzo 2018.
In Italia, è trasmessa in prima visione assoluta su Rai 2 dall'8 luglio 2024.
| N° | Titolo originale            | Titolo in italiano          | Prima TV Germania | Prima TV Italia |
| -- | --------------------------- | --------------------------- | ----------------- | --------------- |
| 1  | Die Freundin meiner Frau    | L'amica di mia moglie       | 12 settembre 2017 | 8 luglio 2024   |
| 2  | Mülheimer Dämmerung         | Il crepuscolo di Muhlheim   | 19 settembre 2017 | 15 luglio 2024  |
| 3  | Todesengel                  | L'Angelo della morte        | 26 settembre 2017 | 15 luglio 2024  |
| 4  | Der verlorene Sohn          | Il figlio perduto           | 10 ottobre 2017   | 19 luglio 2024  |
| 5  | Von fremder Hand            | Lo scrittore fantasma       | 17 ottobre 2017   | 22 luglio 2024  |
| 6  | Fahrerflucht                | Pirata della strada         | 24 ottobre 2017   | 22 luglio 2024  |
| 7  | Abikriege                   | Guerre di classe            | 31 ottobre 2017   | 23 luglio 2024  |
| 8  | Fünf Sekunden               | Cinque secondi              | 7 novembre 2017   | 23 luglio 2024  |
| 9  | Der Tod der Maureen O’Brien | La morte di Maureen O’Brien | 14 novembre 2017  | 24 luglio 2024  |
| 10 | Geliebte Feindin            | Amato nemico                | 21 novembre 2017  | 24 luglio 2024  |
| 11 | Die Räuber                  | I masnadieri                | 28 novembre 2017  | 25 luglio 2024  |
| 12 | Stolz und Vorurteil         | Orgoglio e pregiudizio      | 5 dicembre 2017   | 25 luglio 2024  |
| 13 | Turbulenzen                 | Turbolenze                  | 12 dicembre 2017  | 26 luglio 2024  |
| 14 | Tod auf Rezept              | Morte per prescrizione      | 19 dicembre 2017  | 26 luglio 2024  |
| 15 | Fatale Begierde             | Desiderio fatale            | 2 gennaio 2018    | 12 agosto 2024  |
| 16 | Tod in der Milchstraße      | Stella cadente              | 9 gennaio 2018    | 13 agosto 2024  |
| 17 | Schlaflos durch die Nacht   | Susanne                     | 16 gennaio 2018   | 14 agosto 2024  |
| 18 | Ohne Reue                   | Senza rimpianti             | 23 gennaio 2018   | 15 agosto 2024  |
| 19 | Allein unter Männern        | La rappresentante           | 30 gennaio 2018   | 16 agosto 2024  |
| 20 | Monster                     | Mostro                      | 6 febbraio 2018   | 19 agosto 2024  |
| 21 | Schutzlos                   | Indifeso                    | 13 febbraio 2018  | 20 agosto 2024  |
| 22 | Ausgelöscht                 | Fiamme fatali               | 20 febbraio 2018  | 21 agosto 2024  |
| 23 | Der Tod kommt online        | La morte corre in rete      | 27 febbraio 2018  | 23 agosto 2025  |
| 24 | Endstation                  |                             | 6 marzo 2018      |                 |
| 25 | Heiratsschwindler & Co. KG  |                             | 20 marzo 2018     |                 |